# همسوبر
همسوبَر نوعی پروتئین انتقال غشایی است که دو ماده را به‏ طور هم‌زمان و هم‌جهت با یکدیگر از خلال غشا عبور می‌دهد. یکی از این مواد در جهت شیب غلظت‌اش منتقل می‌شود و دیگری در خلاف جهت شیب غلظت خود؛ بدین ترتیب همسوبر جریان ترمودینامیکی نامطلوب یک ماده را با جریان مطلوب ماده دیگر جفت کرده، بدون مصرف ATP انتقال در خلاف جهت شیب غلظت را انجام می‌دهد. به چنین فرایندی انتقال فعال ثانویه گفته می‌شود.
SGLT1، همسوبر گلوکز-سدیم است که در غشای راسی سلول‌های اپی‌تلیال روده جای دارد. این همسوبر گلوکز را در جهت شیب سدیم (که توسط پمپ سدیم-پتاسیم ایجاد شده) از روده برداشت کرده و به درون سلول‌های اپی‌تلیال روده وارد می‌کند. این گلوکز سپس توسط ناقل گلوکز 2 (GLUT2) که یک تَک‌بَر است و در سطح پایه‌ای سلول قرار دارد، وارد جریان خون می‌شود.